# Saint-Nicodème
Pour les articles homonymes, voir Nicodème (homonymie).
Saint-Nicodème [sɛ̃nikɔdɛm] (en breton : Sant-Nigouden) est une commune française située dans le département des Côtes-d'Armor, en région Bretagne.

## Géographie
| Saint-Servais |                 | Maël-Pestivien   |
|               | Saint-Nicodème  | Peumerit-Quintin |
| Locarn        | Kergrist-Moëlou | Trémargat        |

### Situation
La paroisse fait partie du territoire breton traditionnel du pays Fisel.

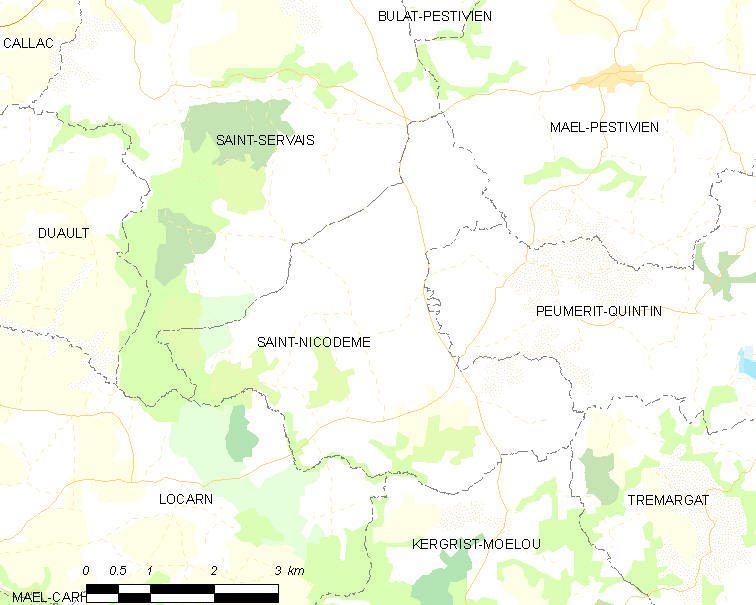
Carte de la commune de Saint-Nicodème et des communes avoisinantes.

### Géologie et relief
De Duault à Corlay en passant par Saint-Nicodème et Saint-Nicolas-du-Pélem, sur plus de 30 km, un massif granitique correspondant à la partie ouest du batholite de Quintin, domine, atteignant 290 mètres, les collines schisteuses de la partie orientale du bassin de Châteaulin situées à son sud.
La majeure partie du territoire communal est à plus de 250 mètres d'altitude, le point le plus haut était près du hameau de Crec'h an Barz, aux confins nord-est de la commune, à 293 mètres ; le bourg est à 276 mètres d'altitude.
Le point le plus bas est dans l'angle sud-ouest de la commune, à l'entrée amont des Gorges du Corong, à 215 mètres d'altitude.

### Hydrographie
Pour un article plus général, voir Réseau hydrographique des Côtes-d'Armor.
La commune est située dans le bassin Loire-Bretagne. Elle est drainée par le Corong, le Saint Georges, l'Étang du Loc'h et le ruisseau de Kerangler,,.
Le Ruisseau de l'Étang du Follézou, affluent de rive gauche de l'Hyères et sous-affluent de l'Aulne, sert de limite sud de la commune, la séparant de Kergrist-Moëlou et Locarn. C'est le long de son cours que se trouvent les Gorges du Corong, situées en partie dans la commune de Saint-Nicodème, mais l'essentiel est sur le territoire de Saint-Servais (rive droite) et de Locarn (rive gauche), ; seule l'entrée amont de ces gorges est en Saint-Nicodème.
À l'est du territoire communal le Ruisseau de Kerfaven, qui y a sa source, et qui plus en aval, mais hors des limites communales de Saint-Nicodème, prend le nom de Ruisseau Saint-Georges, est un affluent de rive droite du Blavet. Son cours sert un temps de limite communale avec Peumerit-Quintin.

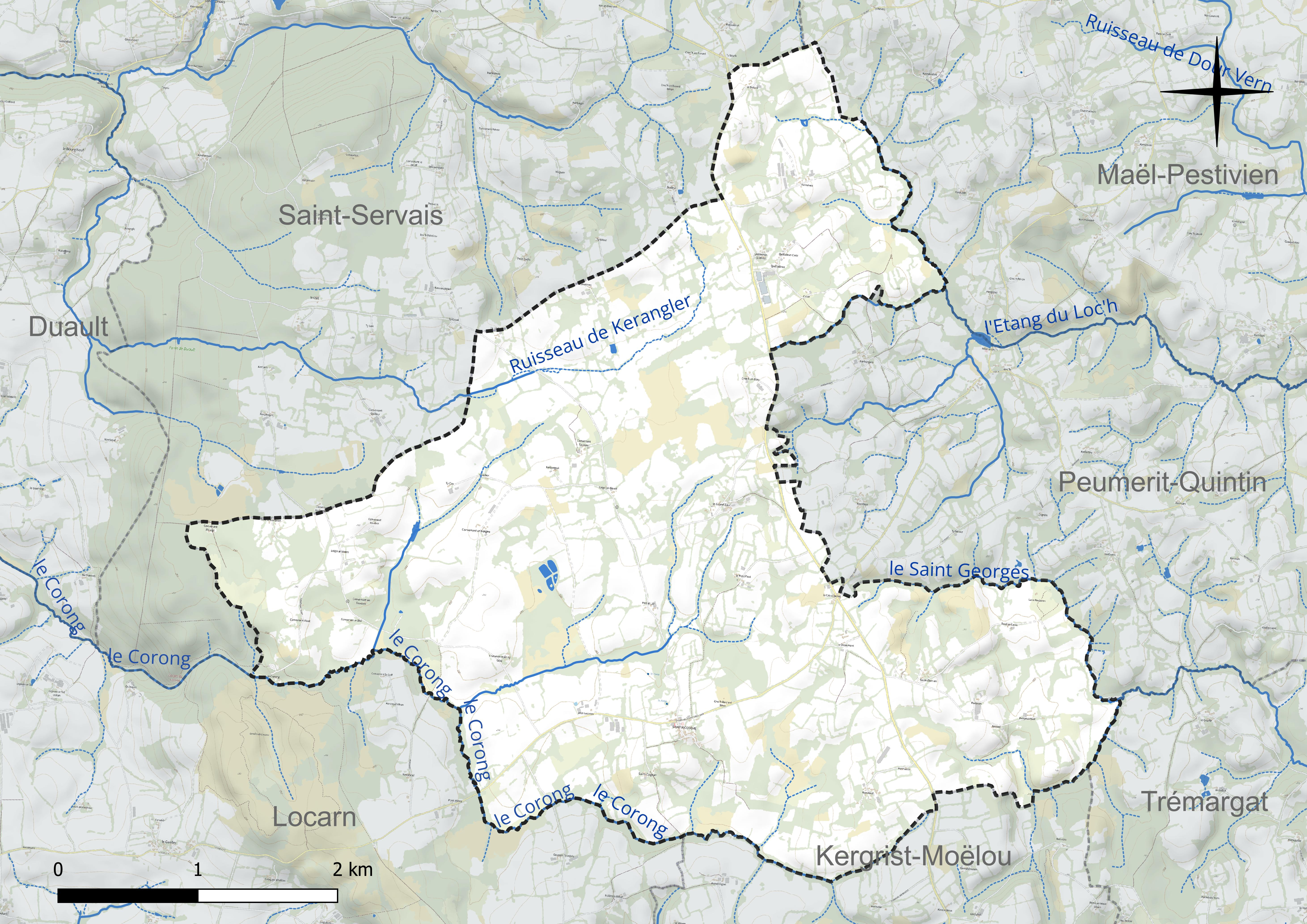
Réseau hydrographique de Saint-Nicodème.

### Climat
Pour des articles plus généraux, voir Climat de la Bretagne et Climat des Côtes-d'Armor.
En 2010, le climat de la commune est de type climat océanique franc, selon une étude du CNRS s'appuyant sur une série de données couvrant la période 1971-2000. En 2020, Météo-France publie une typologie des climats de la France métropolitaine dans laquelle la commune est exposée à un climat océanique et est dans la région climatique  Finistère nord, caractérisée par une pluviométrie élevée, des températures douces en hiver (6 °C), fraîches en été et des vents forts. Parallèlement l'observatoire de l'environnement en Bretagne publie en 2020 un zonage climatique de la région Bretagne, s'appuyant sur des données de Météo-France de 2009. La commune est, selon ce zonage, dans la zone « Monts d'Arrée », avec des hivers froids, peu de chaleurs et de fortes pluies.
Pour la période 1971-2000, la température annuelle moyenne est de 10,6 °C, avec  une amplitude thermique annuelle de 12 °C. Le cumul annuel moyen de précipitations est de 1 224 mm, avec 16,8 jours de précipitations en janvier et 8,6 jours en juillet. Pour la période 1991-2020, la température moyenne annuelle observée sur la station météorologique la plus proche, située sur la commune de Rostrenen à 12 km à vol d'oiseau, est de 11,1 °C et le cumul annuel moyen de précipitations est de 1 146,6 mm,. Pour l'avenir, les paramètres climatiques de la commune estimés pour 2050 selon différents scénarios d’émission de gaz à effet de serre sont consultables sur un site dédié publié par Météo-France en novembre 2022.

### Transports
Saint-Nicodème est éloigné des grands axes de communication, desservi seulement par la RD 31 qui traverse la partie orientale de la commune sans passer par le bourg, côté sud, vient de Rostrenen via Kergrist-Moëlou et, côté nord, se dirige vers Bulat-Pestivien ; la RD 20, dans le sens ouest-est, traverse le bourg : elle vient côté sud-ouest de Locarn et va vers le nord-est en direction de Maël-Pestivien.

### Paysages et habitat

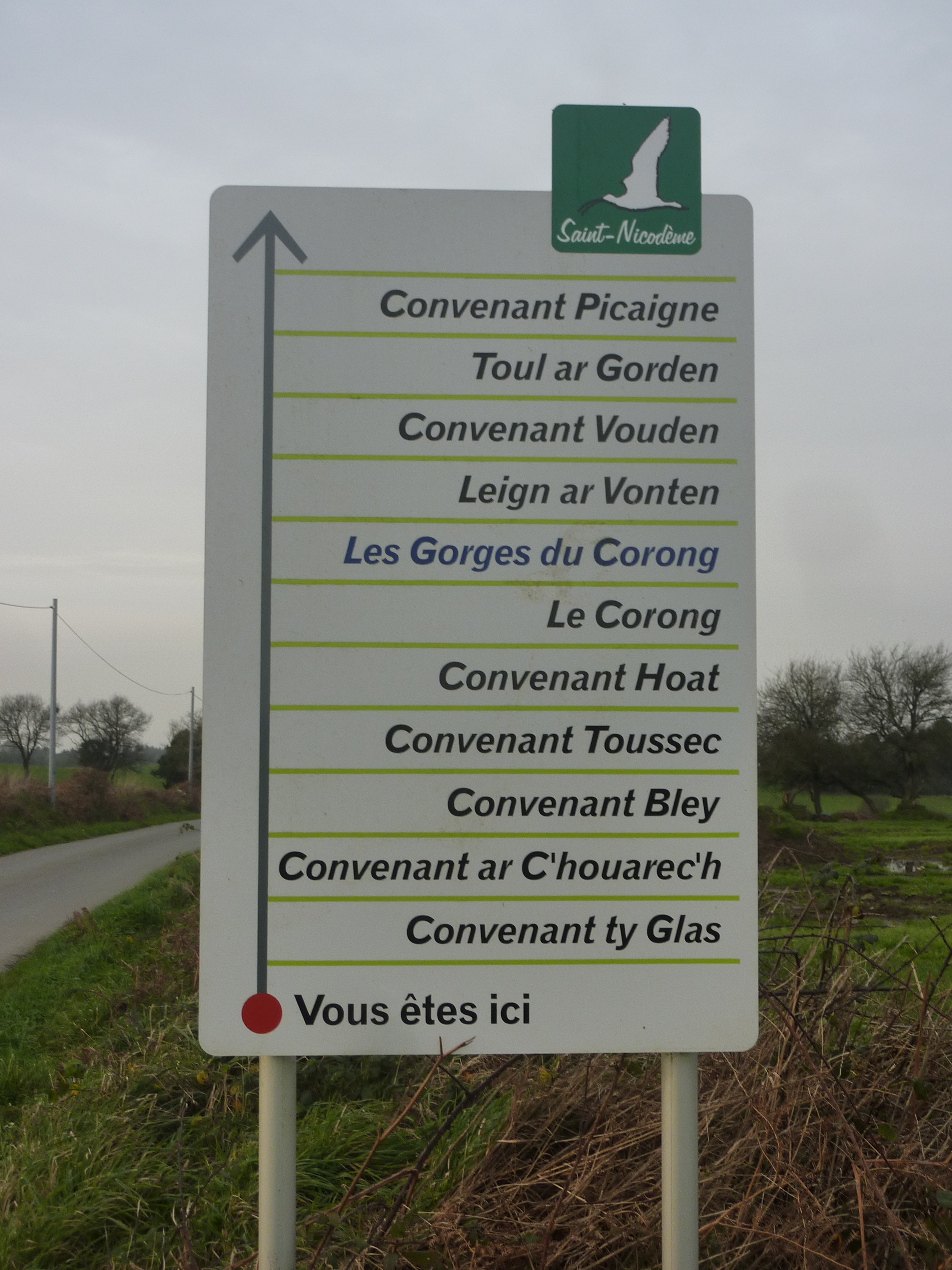
Saint-Nicodème : panneau routier indiquant notamment la présence de nombreux convenants.

Le paysage agraire de Saint-Nicodème est le bocage avec un habitat dispersé en écarts formés de hameaux ("villages") et fermes isolées. Les principaux hameaux sont Saint-Cognan, Saint-Derrien, Kervénal, Le Grand Faut et Quillaëron. Sept lieux-dits correspondant à des fermes isolées sont des convenants (Convenant Vouden, Convenant an Toussec, Convenant an Ty Glaz, Convenant an C'houarec'h, Convenant ar Bleï, Convenant Hoat et Convenant Picaign) et situés en lisière de la forêt de Duault et correspondent à des défrichements datant probablement de la fin du Moyen Âge. Le bourg, de modeste importance, est excentré dans la partie sud du territoire communal.
Une part importante du finage communal est occupé par des bois (y compris une partie de la forêt de Duault) et des landes.
Éloignée des villes, la commune a conservé totalement son caractère rural, échappant donc à la rurbanisation.

## Urbanisme

### Typologie
Au 1er janvier 2024, Saint-Nicodème est catégorisée commune rurale à habitat très dispersé, selon la nouvelle grille communale de densité à 7 niveaux définie par l'Insee en 2022.
Elle est située hors unité urbaine. Par ailleurs la commune fait partie de l'aire d'attraction de Rostrenen, dont elle est une commune de la couronne,. Cette aire, qui regroupe 10 communes, est catégorisée dans les aires de moins de 50 000 habitants,.

### Occupation des sols
L'occupation des sols de la commune, telle qu'elle ressort de la base de données européenne d’occupation biophysique des sols Corine Land Cover (CLC), est marquée par l'importance des territoires agricoles (87,7 % en 2018), en augmentation par rapport à 1990 (83,5 %). La répartition détaillée en 2018 est la suivante : 
zones agricoles hétérogènes (63,5 %), prairies (20,9 %), milieux à végétation arbustive et/ou herbacée (9,2 %), terres arables (3,3 %), forêts (3,1 %). L'évolution de l’occupation des sols de la commune et de ses infrastructures peut être observée sur les différentes représentations cartographiques du territoire : la carte de Cassini (XVIIIe siècle), la carte d'état-major (1820-1866) et les cartes ou photos aériennes de l'IGN pour la période actuelle (1950 à aujourd'hui).

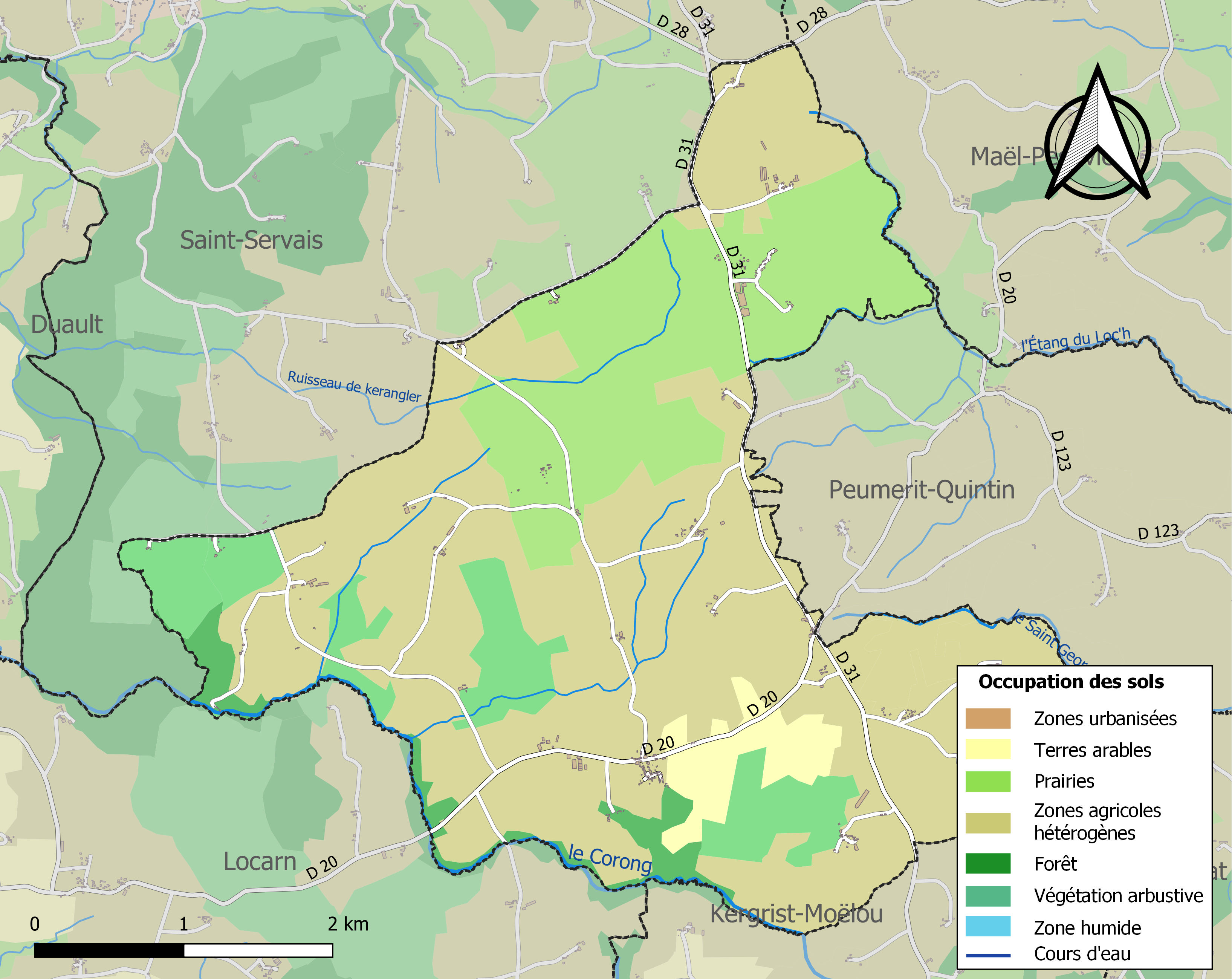
Carte des infrastructures et de l'occupation des sols de la commune en 2018 (CLC).

## Toponymie
Saint-Nicodème tire son nom d’une ancienne chapelle de même nom, dédiée à saint Nicodème (Sant Nigouden en breton).

## Histoire

### Préhistoire et Antiquité
Le menhir du Convenant-Hoat date du Néolithique et le tumulus de Convenant-Vouent de l'Âge du bronze.

### Moyen Âge
Saint-Nicodème est issu du démembrement de la paroisse de Maël.
Saint-Nicodème a été ensuite une trève de la paroisse de Duault. La chapelle tréviale construite, ainsi que l'enclos paroissial aux XVIe siècle et au XVIIe siècle, aurait remplacé une chapelle antérieure située à Saint-Cognan.

### Temps modernes

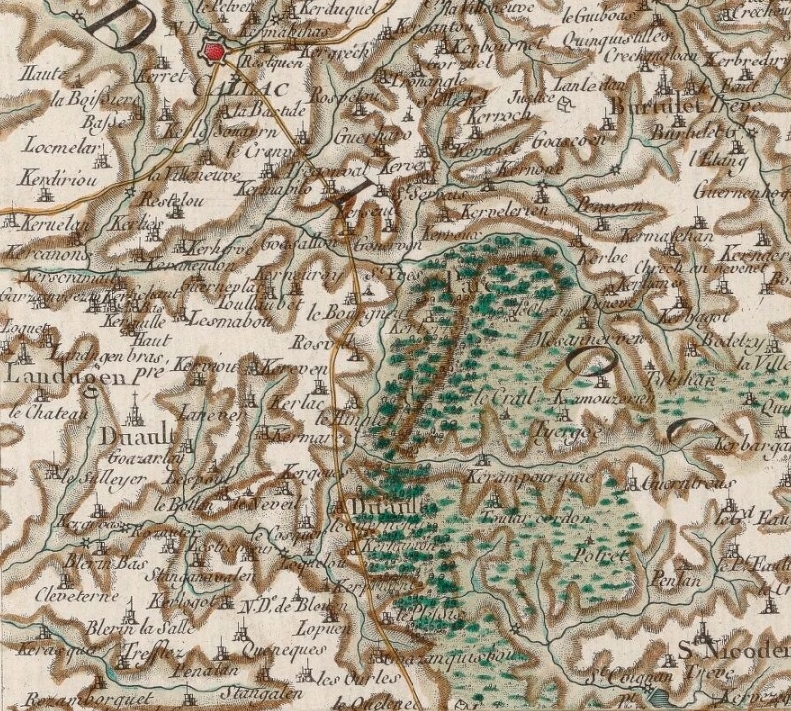
Carte de Cassini de la paroisse de Duault incluant ses trèves, dont celle de Saint-Nicodème (1787).

Plusieurs manoirs ont été construits au XVIIe siècle (Kerpourhiet en 1639) ou au XVIIIe siècle (Saint-Cognan et son cadran solaire en 1706, Grand-Fault en 1722, Le Croissant).

### Révolution française
Pierre Corbel, né en 1762 au Grand-Follézou, trève de Saint-Nicodème, prêtre à Maël-Pestivien, accusé de chouannage, fut arrêté le 5 nivôse an VI à Locarn ; on trouva sur lui une centaine de chevrotines et d'autres munitions ; condamné à la peine de mort, il fut exécuté le 17 nivôse an VI.

### LeXIXesiècle
En 1800, des chouans kidnappèrent des percepteurs de Rostrenen dans le village du Croissant.
Nicolas Le Bras écrit en 1860 que
Saint-Nicodème, alors une des trois sections de la commune de Duault, succursale depuis 1842, contient 96 maisons réparties en 21 villages et possède 539 habitants.
La commune de Saint-Nicodème a été créée, ainsi que celle de Saint-Servais, par l'arrêté du 19 avril 1869 qui provoque la partition de la commune de Duault.

### LeXXesiècle

#### Les guerres du XXe siècle
Le monument aux morts de Saint-Nicodème porte les noms de 546 soldats morts pour la Patrie pendant la Première Guerre mondiale.

#### La Seconde Guerre mondiale
Le monument aux morts de Saint-Nicodème porte les noms de 12 personnes mortes pour la France durant la Seconde Guerre mondiale.
Le 14 juin 1944, Donacien Maurice Julien Fortier, Emile Victor Jeuneu (alias « Bébert ») , Raymond Maurice Lelavandier, Louis Lesné et René Marie Pierre Morzadec (résistants FTPF - FFI du maquis Valmy de Plouguenast) meurent dans une embuscade allemande au carrefour Kersaballic à Saint-Nicodème alors qu'ils évacuent un chargement d'armes stocké dans la forêt de Duault. Ils sont enterrés au cimetière communal de Saint-Nicodème sous la mention « inconnu » et sont identifiés après la Libération.

## Politique et administration

### Liste des maires
| Période   | Période                      | Identité              | Étiquette  | Qualité                     |
| --------- | ---------------------------- | --------------------- | ---------- | --------------------------- |
| 1870      | 1884                         | Louis Marie Le Mener  |            | Premier maire de la commune |
| 1884      | 1896                         | Jean-François Prigent |            |                             |
| 1896      | 1925                         | Yves André            |            |                             |
| 1925      | 1944                         | Yves Mercier          |            |                             |
| 1944      | mars 1971                    | Arthur Scanviou       |            |                             |
| mars 1971 | mars 1989                    | Victor Le Gall        | PCF        |                             |
| mars 1989 | En cours (au 3 juillet 2020) | Guy Perrot            | PCF (app.) | Agriculteur                 |

## Démographie
L'évolution du nombre d'habitants est connue à travers les recensements de la population effectués dans la commune depuis 1872. Pour les communes de moins de 10 000 habitants, une enquête de recensement portant sur toute la population est réalisée tous les cinq ans, les populations de référence des années intermédiaires étant quant à elles estimées par interpolation ou extrapolation. Pour la commune, le premier recensement exhaustif entrant dans le cadre du nouveau dispositif a été réalisé en 2006.

En 2022, la commune comptait 168 habitants, en stagnation par rapport à 2016 (Côtes-d'Armor : +1,78 %, France hors Mayotte : +2,11 %).
| 1872 | 1876 | 1881 | 1886 | 1891 | 1896 | 1901 | 1906 | 1911 |
| ---- | ---- | ---- | ---- | ---- | ---- | ---- | ---- | ---- |
| 603  | 634  | 581  | 614  | 594  | 604  | 609  | 697  | 703  |

| 1921 | 1926 | 1931 | 1936 | 1946 | 1954 | 1962 | 1968 | 1975 |
| ---- | ---- | ---- | ---- | ---- | ---- | ---- | ---- | ---- |
| 730  | 689  | 625  | 577  | 509  | 414  | 356  | 316  | 274  |

| 1982 | 1990 | 1999 | 2006 | 2011 | 2016 | 2021 | 2022 | - |
| ---- | ---- | ---- | ---- | ---- | ---- | ---- | ---- | - |
| 226  | 209  | 168  | 156  | 176  | 168  | 174  | 168  | - |

## Lieux et monuments
- L'église Saint-Nicodème, le cimetière et la croix sont inscrits aux monuments historiques par un arrêté du 19 février 1964[30]. L'église, ancienne chapelle tréviale, date des XVIe siècle et XVIIe siècle. Sa nef  contient plusieurs statues dont une Piétà, une Sainte Trinité et un saint Derrien. Le lutin comporte une tête d’enfant au visage déformé. Les nombreuses crossettes de ses rampants représentent des dragons, singes, chiens, lions, chimères, etc.[21] La croix du cimetière date du XVIe siècle ou du XVIIe siècle ; une sculpture y représente quatre anges recueillant le sang du Christ.

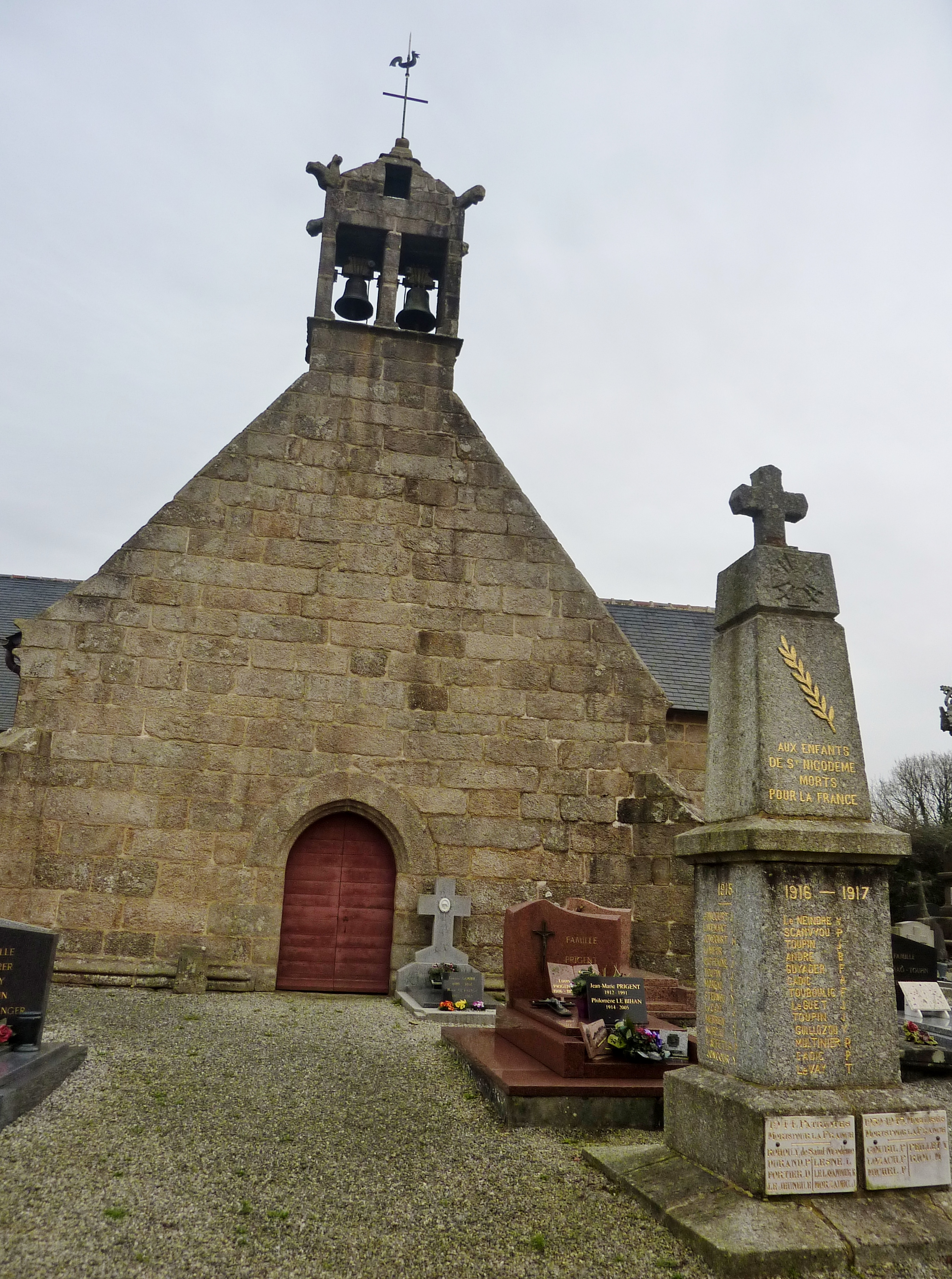
L'église paroissiale Saint-Nicodème et le monument aux morts.
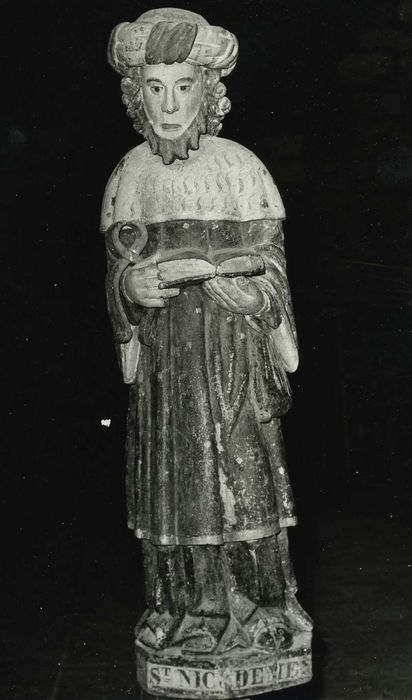
Église Saint-Nicodème : statue de saint Nicodème.
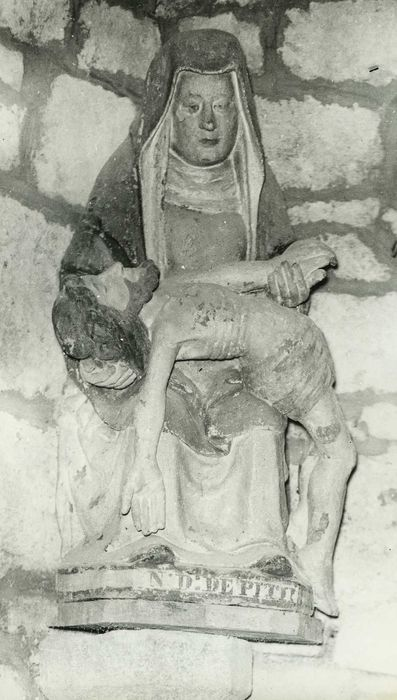
Église Saint-Nicodème : piétà.

- la fontaine de Feunteun-Zant.

## Personnalités liées à la commune
- Les frères Morvan, musiciens bretons

## Média
- Saint-Nicodème abritait autrefois une station de radio en grande partie bretonnante Radio Kreiz Breizh, écoutable dans l'ouest des Côtes-d'Armor et jusque dans le nord du Finistère, aujourd'hui à Rostrenen.